# 德里克·戴尔
德里克·乔纳森·戴尔（英語：Derrick Jonathon Dial，1975年12月20日—），美国NBA联盟前职业篮球运动员。他在1998年的NBA选秀中第2轮第52顺位被圣安东尼奥马刺选中。